# کوتا تاکای
کوتا تاکای (انگلیسی: Kōta Takai؛ زادهٔ ۴ سپتامبر ۲۰۰۴) بازیکن فوتبال اهل ژاپن است که در حال حاضر برای تاتنهام هاتسپر در پست مدافع بازی می‌کند.
وی همچنین در تیم‌های ملی فوتبال زیر ۱۷ سال، زیر ۲۰ سال، زیر ۲۳ سال و ژاپن بازی کرده است.

## دوران باشگاهی

### کاوازاکی فرونتال
تاکای پیش از فصل ۲۰۲۲ به تیم اول کاوازاکی فرونتال ارتقا یافت. او نخستین بازی حرفه‌ای خود را در جریان پیروزی ۸–۰ مقابل گوانگژو انجام داد.

### تاتنهام هاتسپر
در ۸ ژوئیه ۲۰۲۵، تاکای با قراردادی پنج‌ساله به تاتنهام هاتسپر از لیگ برتر انگلستان پیوست.

## دوران ملی
تاکای نخستین بازی ملی خود را برای تیم ملی ژاپن در تاریخ ۵ سپتامبر ۲۰۲۴ در چارچوب رقابت‌های مقدماتی جام جهانی در برابر چین در ورزشگاه سایتاما انجام داد. او در دقیقهٔ ۷۱ به جای کوه ایتاکورا وارد میدان شد و ژاپن در این دیدار با نتیجهٔ ۷–۰ به پیروزی رسید.
در ۴ آوریل ۲۰۲۴، تاکای به ترکیب تیم زیر ۲۳ سال ژاپن برای حضور در مسابقات فوتبال زیر ۲۳ سال آسیا ۲۰۲۴ دعوت شد.